# Клочовский, Ежи
Ежи Казимеж Клочовский (пол. Jerzy Kazimierz Kłoczowski; 29 декабря 1924, Богданы, Польша — 2 декабря 2017) — польский историк, профессор Люблинского католического университета, бывший член Польского сената. Исследовал историю Польши до разделов, историю XIX века, историю христианства.
Во время Второй мировой войны был солдатом в Армии Крайовой и принимал участие в Варшавском восстании, в котором был тяжело ранен и потерял правую руку. В апреле 1945 года поступил в Университет имени Адама Мицкевича в Познани, а позже в Университет Николая Коперника, где он получил докторскую степень в 1950 году и начал преподавать в Люблинском католическом университете. Стал профессором в 1974 году.
Принадлежал к варшавскому Клубу католической интеллигенции. Был членом антикоммунистического движения Солидарность. После свержения коммунизма в Польше был сенатором, членом Комиссии по международным делам в сенате и представителем Польского парламента в Совете Европы. В 2002 году стал директором Института Центральной и Восточной Европы (пол. Instytut Europy Środkowo-Wschodniej).
Кавалер орденов: Орден Белого Орла, Virtuti Militari, Крест Заслуги с мечами и Крестом Храбрых.
Почетный доктор Гродненского университета (1993), Киево-Могилянской академии (1998), Свободного университета Берлина (1998) и Сорбонны (1999).